# Beatlemania
Beatlemania is de naam die wordt gegeven aan de massahysterie rondom de Britse rockband The Beatles.

## Geschiedenis
Normaal gesproken wordt 13 oktober 1963 gezien als de dag dat dit fenomeen voor het eerst de kop opstak, alhoewel de band op dat moment al meerdere nummer 1-hits had gehad. Op die dag traden The Beatles op in het televisieprogramma Sunday Night at the London Palladium. Deze uitzending werd live bekeken door 15 miljoen mensen en in de dagen daarna verscheen de term "Beatlemania" voor het eerst in de landelijke kranten.

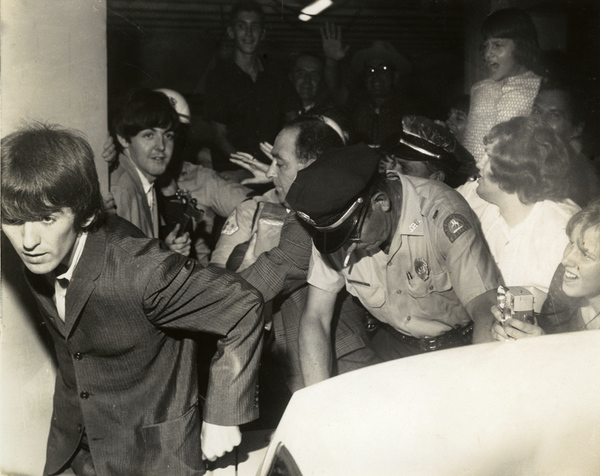
George Harrison and Paul McCartney worden naar buiten geëscorteerd na een persconferentie, 11 september 1964

Beatlemania beleefde zijn hoogtepunt in 1964, toen The Beatles op tournee gingen door de Verenigde Staten. Bij concerten van de band oversteeg het lawaai van het schreeuwende publiek vrijwel altijd de muziek zelf, tot op het punt waarop de groep zichzelf niet kon horen spelen. Dit werd genoemd als een van de redenen dat The Beatles na 1966 geen concerten meer gaven. Op 29 augustus 1966 was hun laatste concert in Candlestick Park in San Francisco.
Toen The Beatles geen optradens meer gaven, nam het fenomeen Beatlemania langzaam af. Volgens John Lennon eindigde Beatlemania toen hij met zijn latere vrouw Yoko Ono in 1968 werd gearresteerd voor drugsbezit. Ook wordt het jaar 1970, toen Paul McCartney het eind van de band aankondigde, gezien als het eind van Beatlemania.

## Oorsprong
Het begrip Beatlemania werd bedacht door de pers en is mogelijk gebaseerd op Lisztomania, een vergelijkbaar fenomeen waar componist Franz Liszt in de negentiende eeuw mee te maken had. De term bleef hangen en soortgelijke benamingen werden gebruikt voor hysterie rond andere bands, waaronder Rollermania voor Bay City Rollers, Abbamania voor ABBA en Spicemania voor de Spice Girls.